# Pierre Miville
Pour les articles homonymes, voir Miville.
Pierre Miville, dit « le Suisse », né vers 1602 à Fribourg, est un maître menuisier d'origine helvétique, pionnier de la Nouvelle-France et capitaine de la côte de Lauzon. Il décède le 14 octobre 1669.
Il reçut des terres de la part du gouverneur Louis d'Ailleboust de Coulonge. Pierre Miville fit venir d'autres compatriotes suisses. Le lieu prit le surnom de « Canton des Suisses Fribourgeois ».
Son fils Jacques est la souche des familles Miville-Deschênes de l’Amérique du Nord. Sa fille Marie est mariée à Mathieu Amiot, fils de Philippe Amiot.
Déjà, vers 1800, le couple formé de Pierre Miville et Charlotte Maugis arrivait au 7e rang au Québec pour le nombre de descendants mariés.

## Sources
- Histoire de Pierre Miville
- Généalogie des Miville
- La quête religieuse de Pierre Miville dit le Suisse
- Raymond Ouimet, Pierre Miville, un ancêtre exceptionnel, éditions Septentrion, Québec, 1989
- Honorius Provost, Dictionnaire biographique du Canada, vol. 1, Université Laval/University of Toronto, 1986 (1re éd. 1966) (lire en ligne), « MIVILLE, PIERRE, dit le Suisse »